# Crassispira carbonaria
Crassispira carbonaria é uma espécie de gastrópode do gênero Crassispira, pertencente à família Pseudomelatomidae.